# Gobernador regional de La Araucanía
El gobernador de la Región de La Araucanía es la autoridad elegida por voto popular mediante sufragio universal para ejercer el gobierno de la Región de La Araucanía, Chile, como su representante natural e inmediato en dicho territorio. Además participa en la administración de la región, como órgano que integra el Gobierno Regional de La Araucanía.

## Historia
Una reforma constitucional del año 2017 dispuso la elección popular del órgano ejecutivo del gobierno regional, creando el cargo de gobernador regional y estableciendo una delegación presidencial regional, a cargo de un delegado presidencial regional, el cual representa al poder ejecutivo y supervisa las regiones en conjunto a los delegados presidenciales provinciales. Tras las primeras elecciones regionales en 2021, y desde que asumieron sus funciones los gobernadores regionales electos, el 14 de julio de 2021, el cargo de intendente desapareció.

## Atribuciones y competencias
Entre las labores que deberá cumplir, un gobernador regional se encuentran las siguientes:
- Asumir como Jefe de Servicio del Gobierno Regional (siendo representante judicial, nombramiento de funcionarios, etc).
- Tendrá competencias normativas, siendo la más relevante la de solicitar al Gobierno Central que le transfiera competencias radicadas en ministerios y servicios públicos, a su Gobierno Regional.
- Tendrá las atribuciones para planificar, como la política regional de desarrollo o el plan regional de ordenamiento territorial; otra labor de la que se deberá encargar es la del presupuesto regional.
- Tendrá que coordinar, supervigilar y fiscalizar a los servicios públicos que en el futuro puedan crearse, y que dependan o se relacionen con el Gobierno Regional.

## Controversias
El 6 de julio de 2023, y luego de destaparse el caso Fundaciones, la diputada por la región en el distrito 23 Ericka Ñanco denunció ante los medios de comunicación ciertas irregularidades en el traspaso de miles de millones de pesos desde la Gobernación a diferentes Fundaciones las cuales no contarían con la experiencia necesaria, como la Fundación Local, fundada en 2020 con domicilio en Reñaca, a la cual se le traspasaron 1.200 millones de pesos para la ejecución de proyectos turísticos. La Fundación no contaba con sitio web ni redes sociales, y recién arribaron en junio de 2023 a Temuco. Pese a esto Rivas defendió la legalidad de los traspasos de dinero.
El 19 de julio de 2023, Radio Bío-Bío reveló en un reportaje el traspaso de 400 millones de pesos desde la Gobernación a la Fundación Espacio Coigüe, liderada por la excandidata a diputada por la región Araucanía de Chile Vamos Claudia Lillo, para ejecutar el programa de capacitación y formación para dirigentes de la región. La fundación cuenta en su directorio con el sobrino de la diputada Gloria Naveillán, quien mediante un oficio solicitó información a la Contraloría, además de indicar que la fundación no tiene experiencia en capacitación. El Gobernador Rivas indicó, como en la acusación anterior, que "Está todo en regla". El CORE Cristián Neira (PRCh) defendió los traspasos a las fundaciones, indicando que " [La Fundación] Tiene experiencia, no le puedo decir a ciencia cierta ni en detalle, pero la tiene. La verdad es que no tiene experiencia en reciclaje específicamente, pero tiene experiencia en el tiempo. La experiencia de los años que tiene".

## Gobernadores de la Región de La Araucanía
| N°. | Gobernador(a) | Gobernador(a)          | Partido | Partido | Inicio              | Final              |
| --- | ------------- | ---------------------- | ------- | ------- | ------------------- | ------------------ |
| 1.º |               | Luciano Rivas Stepke   |         | Ind.    | 14 de julio de 2021 | 6 de enero de 2025 |
| 2.º |               | René Saffirio Espinoza |         | Ind.    | 6 de enero de 2025  | En el cargo        |